# Odysia signataria
Odysia signataria là một loài bướm đêm trong họ Geometridae.